# Gauner (Musiker)
Gauner (* 1974 in Berlin-Karlshorst) ist ein deutscher Rapper und Slam-Poet.

## Leben
Gauner gilt als einer der frühen und noch immer aktiven Berliner Hip-Hop-Künstler. Als Rapper veröffentlichte er in den Neunzigerjahren diverse Sampler-Beiträge und Singles auf Vinyl und CD. 2007 erschien sein Album „In Wirklichkeit Träumer“ (P-Pack Records/Groove Attack).
Seit 2004 steht Gauner neben seinen Rap-Aktivitäten auch als Slam-Poet auf der Bühne. Als Mitglied des Poetry-Slam-Teams „Agrar Berlin“ (mit Wolf Hogekamp, Frank Klötgen und Felix Römer) war er auf vielen Poetry-Slam-Bühnen Deutschlands zu Gast. 2008 gewann Gauner die Berliner Stadtmeisterschaften im Poetry Slam in der Berliner Volksbühne.

## Diskografie
- 1997 ... direkt vom Mutterschiff (CD)
- 1998 Millionen Rapper (Maxi-Single, Vinyl)
- 2001 Tricktracks, Battleraps (MC, Mikrokosmos)[7]
- 2006 Berliner Vokalrunde, Berlin-Berlin (Vinyl, Hauptstadtader Musik)
- 2007 In Wirklichkeit Träumer (CD, P-Pack Rec, Groove Attack)
- 2008 berlinerWald (CD, Sprechstation), zusammen mit Wolf Hogekamp, Frank Klötgen u. a.

## Sonstige
- 2000 B-Tight – Sehr geil (mit Sido, JokA, Gauner, Vokalmatador)